# Miguel Ondetti
Miguel Angel Ondetti (* 23. Mai 1930 in Buenos Aires; † 23. August 2004) war ein argentinischer Chemiker. Er entwickelte mit David Cushman Captopril, den ersten ACE-Hemmer.
Ondettis Eltern hatten italienische Vorfahren. Er besuchte eine Handelsschule und arbeitete als Buchhalter, bevor er sich für ein Studium entschloss. Da er keine höhere Schule besucht hatte, musste er anfangs im Selbststudium lernen, während er als Externer Prüfungen an der Universität absolvierte, bis er schließlich doch zum Studium der Chemie an der Universität von Buenos Aires zugelassen wurde. Nebenbei arbeitete er als Angestellter. Er erhielt den Lizenziats-Abschluss 1955 und wurde dort 1957 promoviert. Er forschte am Forschungsinstitut von Squibb in Argentinien, wobei er hauptsächlich unter Pflanzenalkaloiden nach neuen Medikamenten suchte, und wechselte 1960 an das Forschungsinstitut von Squibb in New Jersey, wo er sich mit Peptidchemie befasste. Die Strategie war, körpereigene Peptide so zu modifizieren, dass sie als Medikamente einsetzbar waren, wobei man sich ab 1967 auf kardiovaskuläre Medikamente konzentrierte. Über den Squibb-Berater John Robert Vane erfuhr er von den Ergebnissen von Sérgio Henrique Ferreira einer Substanz des Gifts der Jararaca-Lanzenotter, die die Konversion von Angiotensin I unterdrückt (über die Unterdrückung des Enzyms ACE). Sie konnten einen Kandidaten (Teprotid) isolieren, aber nicht so modifizieren, dass es als Medikament oral einsetzbar war – das Molekül war zu groß. Nach dem Zufalls-Screening tausender Substanzen gab Squibb die Suche 1973 offiziell auf und Ondettis Gruppe sollte sich Antibiotika-Forschung zuwenden. Insgeheim setzten sie aber ihre Arbeit mit einem neuen Ansatz rationalen Designs fort und schafften 1974 einen Durchbruch mit der Entwicklung von Captopril. Es ging 1977 in klinische Tests, erhielt 1981 eine Zulassung der FDA und kam 1982 in den USA auf den Markt. Die Entwicklung von Captopril war eines der ersten Beispiele rationalen Medikamentendesigns, ausgehend von der Struktur von ACE, an die der ACE-Hemmer ankoppeln sollte. Dabei war die Struktur von ACE selbst damals nicht so gut bekannt, man ging aber von einer Ähnlichkeit zu Carboxypeptidase A aus.
Ondetti wurde Vizepräsident für Forschung bei Squibb und ging 1991 in den Ruhestand. 2007 wurde er in die National Inventors Hall of Fame aufgenommen. 1991 erhielt er die Perkin Medal, 1991 den Warren Alpert Foundation Prize sowie mit David Cushman den ACS Award for Creative Invention und 1999 mit David Cushman den Lasker~DeBakey Clinical Medical Research Award. 1983 erhielt er mit Cushman und Ferreira den CIBA-Preis für Bluthochdruckforschung. 1982 erhielt er mit Cushman den GlaxoSmithKline Alfred Burger Award.

## Schriften
- mit E. F. Sabo: Angiotensin-converting enzyme inhibitors from the venom of Bothrops jararaca. Isolation, elucidation of structure, and synthesis, Biochemistry, Band 10, 1971, S. 4033–4039.
- mit B. Rubin, D. W. Cushman: Design of specific inhibitors of angiotensin-converting enzyme: new class of orally active antihypertensive agents, Science, Band 196, 1977, S. 441–444.